# 5027 Androgeos
5027 Androgeos este o planetă minoră (asteroid), cu un diametru de 59,786 km, din Asteroid troian al lui Jupiter. A fost descoperită pe 21 ianuarie 1988 la Observatorul Palomar de Carolyn S. Shoemaker și a fost numită după Androgeu⁠(d). 
Obiectul prezintă o orbită caracterizată de o semiaxă mare de 5,3033264 UAi, o excentricitate de 0,065, o înclinație de 31,4461 ° în raport cu ecliptica.